# Lijst van Calamariinae
Onderstaand een lijst van alle soorten toornslangachtigen uit de onderfamilie Calamariinae. Er zijn 92 verschillende soorten die worden verdeeld over zeven geslachten. Twee van de geslachten zijn monotypisch, wat betekent dat ze worden vertegenwoordigd door slechts een enkele soort. De lijst is gebaseerd op de Reptile Database.
- Soort Calamaria abramovi
- Soort Calamaria abstrusa
- Soort Calamaria acutirostris
- Soort Calamaria albiventer
- Soort Calamaria alidae
- Soort Calamaria andersoni
- Soort Calamaria apraeocularis
- Soort Calamaria banggaiensis
- Soort Calamaria battersbyi
- Soort Calamaria bicolor
- Soort Calamaria bitorques
- Soort Calamaria boesemani
- Soort Calamaria borneensis
- Soort Calamaria brongersmai
- Soort Calamaria buchi
- Soort Calamaria butonensis
- Soort Calamaria ceramensis
- Soort Calamaria concolor
- Soort Calamaria crassa
- Soort Calamaria curta
- Soort Calamaria doederleini
- Soort Calamaria dominici
- Soort Calamaria eiselti
- Soort Calamaria everetti
- Soort Calamaria forcarti
- Soort Calamaria gervaisii
- Soort Calamaria gialaiensis
- Soort Calamaria grabowskyi
- Soort Calamaria gracillima
- Soort Calamaria griswoldi
- Soort Calamaria hilleniusi
- Soort Calamaria ingeri
- Soort Calamaria javanica
- Soort Calamaria joloensis
- Soort Calamaria lateralis
- Soort Calamaria lautensis
- Soort Calamaria leucogaster
- Soort Calamaria linnaei
- Soort Calamaria longirostris
- Soort Calamaria lovii
- Soort Calamaria lumbricoidea
- Soort Calamaria lumholtzi
- Soort Calamaria margaritophora
- Soort Calamaria mecheli
- Soort Calamaria melanota
- Soort Calamaria modesta
- Soort Calamaria muelleri
- Soort Calamaria nuchalis
- Soort Calamaria palavanensis
- Soort Calamaria pavimentata
- Soort Calamaria pfefferi
- Soort Calamaria prakkei
- Soort Calamaria rebentischi
- Soort Calamaria sangi
- Soort Calamaria schlegeli
- Soort Calamaria schmidti
- Soort Calamaria septentrionalis
- Soort Calamaria suluensis
- Soort Calamaria sumatrana
- Soort Calamaria thanhi
- Soort Calamaria ulmeri
- Soort Calamaria virgulata
- Soort Calamaria yunnanensis
- Soort Calamorhabdium acuticeps
- Soort Calamorhabdium kuekenthali
- Soort Collorhabdium williamsoni
- Soort Etheridgeum pulchrum
- Soort Macrocalamus chanardi
- Soort Macrocalamus emas
- Soort Macrocalamus gentingensis
- Soort Macrocalamus jasoni
- Soort Macrocalamus lateralis
- Soort Macrocalamus schulzi
- Soort Macrocalamus tweediei
- Soort Macrocalamus vogeli
- Soort Pseudorabdion albonuchalis
- Soort Pseudorabdion ater
- Soort Pseudorabdion collaris
- Soort Pseudorabdion eiselti
- Soort Pseudorabdion longiceps
- Soort Pseudorabdion mcnamarae
- Soort Pseudorabdion modiglianii
- Soort Pseudorabdion montanum
- Soort Pseudorabdion oxycephalum
- Soort Pseudorabdion sarasinorum
- Soort Pseudorabdion saravacense
- Soort Pseudorabdion sirambense
- Soort Pseudorabdion talonuran
- Soort Pseudorabdion taylori
- Soort Pseudorabdion torquatum
- Soort Rabdion forsteni
- Soort Rabdion grovesi